# Mesonychidae
Mesonychidae ("średnie szpony") – wymarła rodzina z rzędu Mesonychia. Zaliczane są do niej średniej wielkości i duże mięsożerne ssaki, najbliższymi żyjącymi ich krewnymi prawdopodobnie są parzystokopytne.
Zwierzęta te pojawiły się we wczesnym paleocenie, ich specjacja przypada na paleocen i eocen. Pod koniec tej epoki miały się już gorzej i do wczesnego oligocenu dotrwał ze znanych nam rodzajów tylko 1: Mongolestes. Zwierzęta te pojawiły się w Azji, gdzie żył we wczesnym paleocenie najbardziej prymitywny ich przedstawiciel, Yangtanglestes. Także w Azji najbardziej się zróżnicowały, zajmując wiele nisz dużych drapieżników.
Podczas eocenu kilka rodzajów (Dissacus, Pachyaena i Mesonyx poprzez Europę dostały się do Ameryki Północnej, gdzie następnie ewoluowały go nowych form.

## Rodzaje
- Mesonyx (typowy)
- Sinonyx
- Jiangxia
- Hessolestes
- Yangtanglestes
- Hukoutherium
- Pachyaena
- Harpagolestes
- Ankalagon
- Dissacus
- Mongolonyx
- Guilestes
- Mongolestes
- Synoplotherium (syn. "Dromocyon")
- ?Andrewsarchus[1][2]